# Запис Антића храст (Буковче)
Запис Антића храст (Буковче) се налази на парцели чији је власник Антић Љубомир И Стефановић Јасмина.

## Локација
| Општина             | Јагодина                                                                    |
| Катастарска општина | Буковче                                                                     |
| Потес               | Рит                                                                         |
| Координате          | 44° 00′ 22″ С; 21° 14′ 17″ И / 44.006010000000003° С; 21.238099999999999° И |
| Надморска висина    | 112m                                                                        |

## Карактеристике
Дендрометријске вредности утврђене на терену и сателитским снимцима:
| Стабло                     | Храст |
| Висина стабла              | m     |
| Обим дебла                 | m     |
| Пречник крошње             | 6m    |
| Пречник дебла              | m     |
| Висина дебла до прве гране | m     |

## База записа
Запис је у оквиру Викимедија пројекта "Запис - Свето дрво" заведен под редним бројем 1196.